# Ballast der Republik
Ballast der Republik ist das fünfzehnte Studioalbum der Rockband Die Toten Hosen. Es wurde von Vincent Sorg produziert und sowohl als Einzel- wie als Doppelalbum zusammen mit dem Jubiläumsalbum Die Geister, die wir riefen am 4. Mai 2012 beim bandeigenen Label JKP veröffentlicht. Das Zusatzalbum Die Geister, die wir riefen enthält hauptsächlich Coverversionen und ist nicht einzeln erhältlich.
Ballast der Republik enthält 16 deutschsprachige Musikstücke, in denen die Band zum Teil ihren Standpunkt und ihre Eindrücke als Bürger der Bundesrepublik Deutschland darstellt. Sie nimmt Bezug auf die alten und die neuen Bundesländer und deren gemeinsame Geschichte. Ein Teil der Liedtexte entstand in einer Zusammenarbeit des aus Düsseldorf stammenden Frontmanns der Band, Campino, mit dem Hip-Hop-Musiker Marteria aus Rostock. Die rockige Hymne Tage wie diese wurde im März 2012 als erste Singleauskoppelung dem Album vorangestellt.

## Cover

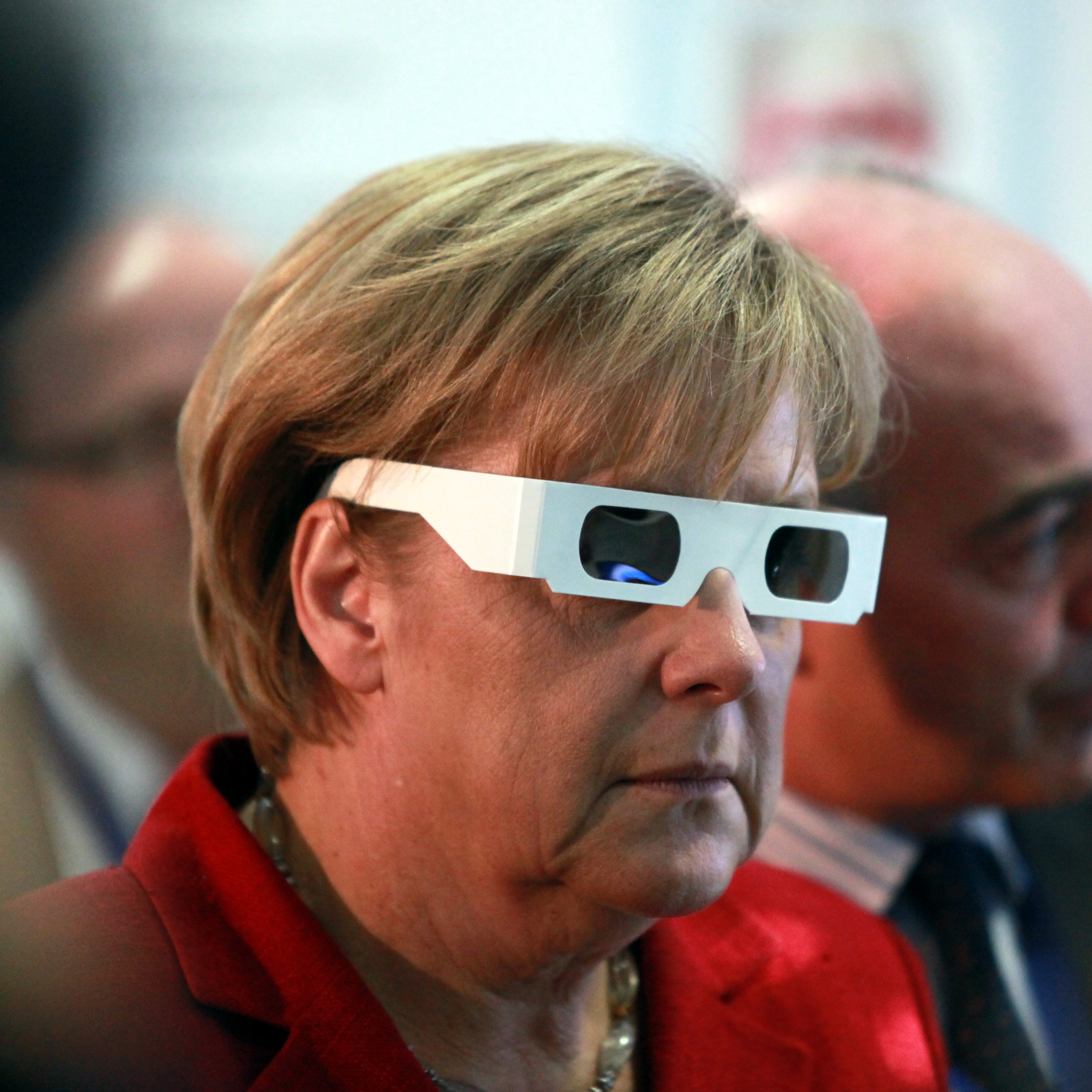
Das für die Collage verwendete Foto von Angela Merkel.

Die Frontseite der Verpackung, gestaltet von Dirk Rudolph, zeigt eine in schwarz-weiß gehaltene Collage mit Symbolen und Fotos von Persönlichkeiten und Bauwerken der BRD und der DDR; darin eingebunden sind Porträts der Bandmitglieder, aufgenommen von Slavica Ziener. Man erkennt trotz aufgesetzter Maske Konrad Adenauer sowie Angela Merkel, die eine 3D-Brille trägt, und den Magdeburger Bischof Gerhard Feige. Im Vordergrund befindet sich ein Zusammenschnitt von Hammer und Zirkel aus dem Staatswappen der Deutschen Demokratischen Republik und dem deutschen Bundesadler in goldener Farbe.

## Entstehung
Neben Vincent Sorg, mit dem die Band seit 2007 zusammenarbeitet, wurde im Herbst 2011 Tobias Kuhn als Co-Produzent engagiert. Beim Verfassen der Texte wurde Campino hauptsächlich von Marteria unterstützt; beim Text zu Tage wie diese half Birgit Minichmayr. Die Band war mit den Musikern Andreas von Holst und Michael Breitkopf an den Gitarren, Andreas Meurer am Bass, Vom Ritchie am Schlagzeug und Campino als Leadsänger besetzt.
Das Album wurde von Oktober 2011 bis März 2012 in den Principal-Studios aufgenommen, abgemischt und gemastert. Wie bereits in vorigen Produktionen setzt die Band vermehrt Streich- und Blasinstrumente ein. Die Aufnahmen hierfür entstanden in den Easy Sound Studios in Köln. Gastmusiker waren Thomas Schmitz am Cello, Constanze Sannemüller und Adrian Bleyer an der Violine und Iryna Bayeva an der Bratsche, dirigiert von Dietmar Mensinger, der zudem für das Arrangement der klassischen Instrumente verantwortlich war.

## Lieder und Titelliste

### Ballast der Republik
Das Album wird eingeleitet mit dem knapp eineinhalbminütigen Instrumentalstück Drei Kreuze (dass wir hier sind), Hundegejaule und die Töne einer Bratsche vermitteln darin eine schaurige Friedhofsstimmung. Nach kurzer Pause folgt der Titelsong Ballast der Republik, in dem die Autoren Campino und Rapper Marteria sich mit der Lage der Nation beschäftigen und dabei feststellen, dass neue wie alte Bundesländer denselben Ballast der Vergangenheit mit sich tragen.
Über die Thematik des Liedes Tage wie diese erklärt Campino im März 2012 auf der Homepage der Band: „Letztendlich geht es auch darum, den Moment zu zelebrieren. So wie du mit einem Freund auf ein Konzert oder eine Party gehst und weißt, das ist einer dieser Abende, ein Moment, der so vielleicht nicht mehr wiederkommt. Eine solche Situation beschreibt das Lied.“ Eine spanische Version des Musikstückes mit dem Titel Días Como Estos veröffentlichte die Gruppe am 14. August 2012 auf ihrer Homepage. Die Übersetzung schrieb Sebastián Teysera von der Band La Vela Puerca aus Uruguay.
Traurig einen Sommer lang befasst sich mit der flüchtigen Trauer der Fans um prominente verstorbene Musiker. Namentlich genannt werden Jim Morrison, Sid Vicious, Bon Scott, Rex Gildo und Michael Jackson. Das darauf folgende melodische, hymnenartige Stück Altes Fieber ist eine nostalgische Rückschau auf die eigene Bandgeschichte und die gemeinsamen Erinnerungen der Mitglieder.
Der von Marteria und Campino gemeinsam erarbeitete Text zu Zwei Drittel Liebe beschäftigt sich mit dem Thema Alkohol und behandelt das Verhältnis von Wodka und Leidenschaft. Das Lied Europa handelt von Hoffnung und Schicksal der Bootsflüchtlinge.
Das Lied Schade, wie kann das passieren? stellt eine weitere Hymne der sportbegeisterten Band dar. Dabei geht es um Niederlage und Revanche. Im Text, der ursprünglich auf die Düsseldorfer EG gemünzt ist, heißt es: „Schade, Scheiße, wie kann das passieren, wie konnten wir gegen so was verlieren? […] Doch wir kommen zurück, um uns zu revanchieren.“
In der Ballade Draußen vor der Tür arbeitet Campino seine persönliche Geschichte und seine Beziehung zu seinem Vater auf. Die Vater-Sohn-Geschichte führt Campino im Text von Das ist der Moment weiter, diesmal mit dem Hinweis auf seinen Sohn, gleichzeitig erzählt er von seinem Musikerleben mit der Band.
Die Person, die im Lied Drei Worte von sich erzählt, ist unfähig, den Satz „Ich liebe Dich“ auszusprechen; auch die Gefühle, die eine Frau für einen Mann hegt, für den allein sie sich schminkt, teuer einkleidet und ständig am regen Nachtleben von Oberhausen teilnimmt, bleiben unerwidert. Laut Campino trägt das Lied den Titel Oberhausen, weil er sich daran erinnerte, mit einer Freundin öfter mal die Bars im Stadtteil Sterkrade besucht zu haben. Die Handlung des Liedes könnte jedoch in jeder anderen Stadt spielen. Im damaligen Oberhausener Klub „Old Daddy“ spielten Die Toten Hosen eines ihrer ersten Konzerte.
Die Lyrik in Reiß Dich los und Ein guter Tag zum Fliegen spricht dasselbe Thema an, es geht darum, „loszulassen“.
Die Textzeile „Wir wollen nicht gehen und wir wollen nicht bleiben. Wir haben Angst, uns zu entscheiden, wann und wo unser Weg zu Ende ist.“ aus dem Refrain zu Alles hat seinen Grund lässt an den Song Should I stay, or Should I Go von The Clash erinnern.
Den Schluss des Albums setzt das Lied Vogelfrei. Wie fast alle Stücke des Albums ist es in der Ich-Perspektive verfasst. Der Erzähler berichtet vom Himmel herab, wie gut es ihm geht, nachdem er tot ist: „Gott macht den besten Kaffee, und keiner spuckt mir rein. […] Champagner aus dem Wasserhahn und jeden Tag Silvester.“ Das Musikstück schließt ab mit der Melodie aus der instrumentalen Einleitung des Albums.

### Die Geister, die wir riefen
Anlässlich ihres 30-jährigen Gründungsjubiläums hat die Band ein zweites Album zusammen mit Vincent Sorg produziert und mit Tobias Kuhn arrangiert, das den Titel Die Geister, die wir riefen trägt. Das Jubiläumsalbum ist einzeln nicht zu erwerben und besteht ausschließlich aus deutschsprachigen Coverversionen.
Dabei handelt es sich zum Teil um Lieder von deutschen Punkbands, wie der Musiktitel Computerstaat der Band Abwärts aus dem Jahr 1980, Innenstadtfront von Mittagspause aus dem Jahr 1979, Sirenen von Male aus dem Jahr 1980 und Industrie-Mädchen von S.Y.P.H. aus dem Jahr 1980. Schrei nach Liebe stammt von der Band Die Ärzte vom Album Die Bestie in Menschengestalt aus dem Jahr 1993.
Die Toten Hosen interpretierten zudem die Erfolgstitel Das Model von Kraftwerk, Keine Macht für Niemand von Ton Steine Scherben, Rock Me Amadeus von Falco und von Heute hier, morgen dort von Hannes Wader.
Des Weiteren vertonte die Band die Gedichte Im Nebel von Hermann Hesse aus dem Jahr 1908 und Stimmen aus dem Massengrab aus dem Jahr 1927 von Erich Kästner. Die Musik für beide Lieder schrieb Campino. Im Nebel wurde bereits auf der B-Seite der Single Ertrinken aus dem Jahr 2009 veröffentlicht. Das Moorlied der Häftlinge des Konzentrationslagers Börgermoor aus dem Jahr 1933 hatten Die Toten Hosen bereits auf ihrer Tour Hals & Beinbruch im Jahr 2008 vor größerem Publikum vorgetragen.
Der Foxtrott Einen großen Nazi hat sie! stammt aus der Revue Weltgeschichte gefällig von Fritz Grünbaum (Text), Musik von Stephan Weiss aus dem Jahr 1928.
Lasset uns singen ist ein Trinklied. Der Text stammt, laut den Angaben im Begleitheft zum Album, aus dem frühen 17. Jahrhundert, angeblich von einem „Graf Zirben“ und einer „Destilie van der Vogelbeer“, die in einem komplizierten Beziehungsverhältnis zueinander gelebt haben sollen, wie aus ihren gemeinsamen Tagebüchern aus dem Jahr 1650 hervorgehen soll. Die dazugehörige Musik sei nicht überliefert, die Neuvertonung stammt von Campino und Andreas von Holst.
Bei Manche Frauen wirkte Originalinterpret und Autor Funny van Dannen als Gastsänger mit; es pfeift Wolfgang Rohde in Schrei nach Liebe, und Hans Steingen ist für die Soundeffekte und die zusätzlichen Instrumente in Einen großen Nazi hat sie! und Lasset uns singen verantwortlich.

## Singles
Das Lied Tage wie diese wurde im März 2012 vor dem Album veröffentlicht. Es erreichte nach Zehn kleine Jägermeister aus dem Jahre 1996 als zweite Single der Band den Platz eins der deutschen Charts und wurde bis August 2012 mit drei goldenen Schallplatten in Deutschland und einmal mit Gold in Österreich ausgezeichnet. Auf dem Frontcover der Single ist eine Fotografie zu sehen, die den Namen May Day III trägt und 1998 von Andreas Gursky bei einer Massenveranstaltung aufgenommen wurde.
1. Tage wie diese
2. Champions League – 3:37 (Frege, van Dannen)
3. Du fehlst – 3:04 (Meurer / Campino)
4. Was macht Berlin? – 3:30 (Breitkopf / Campino)

Als nächstes Lied wurde Altes Fieber im Oktober 2012 vom Album ausgekoppelt. Das Musikvideo zur Single, das unter der Regie von Johannes Grebert entstand, zeigt Die Toten Hosen in der Rolle der gesetzlosen, gejagten Helden. Der Clip erinnert an den Film Zwei Banditen, dessen Drehbuch sich frei an das Leben von Butch Cassidy und Sundance Kid anlehnt.
1. Altes Fieber
2. Auf Reise – 3:17 (Breitkopf / Campino)
3. Unter den Steinen – 3:16 (von Holst / Campino)
4. Spazieren – 2:42 (von Holst / Campino)
5. Urlaub in Afghanistan – 0:54 (Instrumental; Meurer, Vincent Sorg)

Die Singleauskoppelung Draußen vor der Tür wurde im März 2013 veröffentlicht. Der dazugehörige Musikclip entstand ebenfalls unter der Regie von Johannes Grebert.
1. Draußen vor der Tür
2. Bis der Boden brennt – 2:43 (von Holst / Campino)
3. Dieser Brief – 3:16 (von Holst / Campino)
4. Davon stürzt die Welt nicht ein – 3:22 (van Dannen, Campino)

Als vierte Single des Albums wurde das Lied Das ist der Moment im August 2013 veröffentlicht. Das dazugehörige Video entstand unter der Regie von Paul Ripke.
1. Das ist der Moment
2. Du und ich (sind Rock ’n’ Roll Geschichte) – 3:14 (Kuhn, Sorg, von Holst / Campino)
3. Halt mich – 3:22 (Campino, von Holst / Campino)
4. Über-Leben – 3:25 (Breitkopf, Meurer / Campino, Marteria)

## TourneeTage wie dieseundDer Krach der Republik

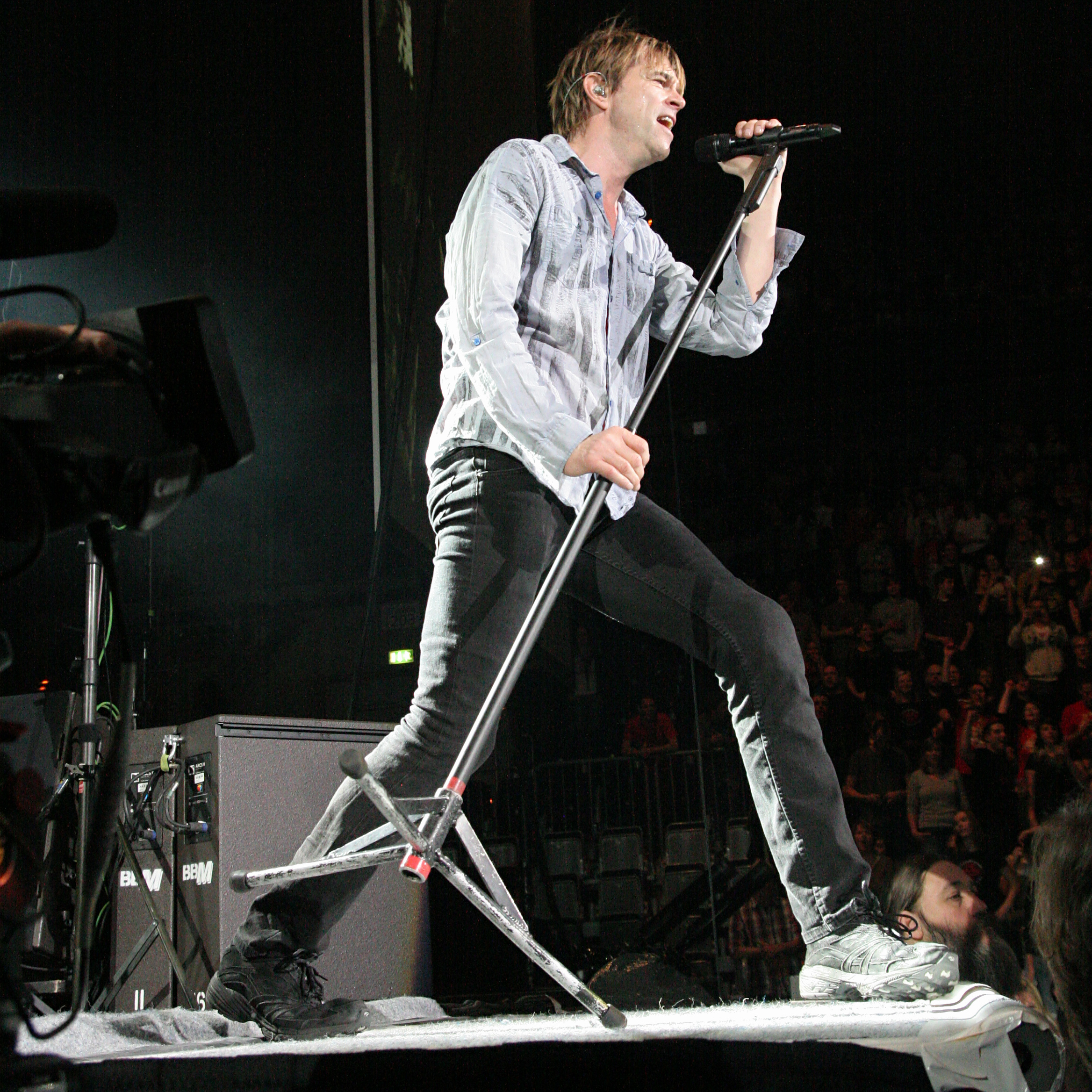
Campino 2012 in der SAP Arena in Mannheim

Die Band begann die Tournee zum Album im April 2012 mit einer Reihe von Konzerten in den Wohnzimmern von Fans, in Klubs oder Vereinsgaststätten in Deutschland. Sie spielte zudem am 26. Mai 2012 in der Messehalle 1 in Frankfurt (Oder) und in der Dogana-Halle in Innsbruck unter dem Motto Tage wie diese. Sie war am 2. Juni 2012 Headliner bei Rock im Park in Nürnberg, am 3. Juni 2012 bei Rock am Ring auf dem Nürburgring, am 9. Juni 2012 beim Nova Rock Festival in Nickelsdorf in Österreich, am 30. Juni 2012 beim Open-Air-Festival in St. Gallen in der Schweiz und am 10. August 2012 beim Artmania Festival in Hermannstadt in Rumänien. Zudem gab die Band zwei Unplugged-Konzerte im Wiener Burgtheater, eines in der Düsseldorfer Tonhalle und eines im Zürcher Klub Kaufleuten.
Mitte November 2012 begab sich die Band unter dem Motto Der Krach der Republik erneut auf Konzertreise. Die Tournee begann mit zwei Konzerten in der Leipziger Arena, führte die Band weiter nach Köln in die Lanxess Arena, nach Frankfurt am Main in die Festhalle, nach Bremen in die ÖVB-Arena und für zwei Konzerte nach Düsseldorf in den ISS Dome. Die Band spielte zwei Tage nacheinander in der O2-World-Arena in Hamburg. Im Dezember 2012 spielte Band in der Münchner Olympiahalle, in der Stuttgarter Hanns-Martin-Schleyer-Halle, im Zürcher Hallenstadion, in der Erfurter Messehalle, in der Chemnitzer Arena und zwei Konzerte in der TUI Arena in Hannover. Weitere Stationen waren die Rothaus Halle in Friedrichshafen, die SAP Arena in Mannheim, die St. Jakobshalle in Basel, die Arena Nürnberger Versicherung in Nürnberg, die Stadthallen in Graz und in Wien und zwei Tage in Folge die Dortmunder Westfalenhallen. Die beiden Abschlusskonzerte für das Jahr fanden am 29. und am 30. Dezember 2012 in der Berliner Max-Schmeling-Halle statt.
Die Tour Der Krach der Republik wurde im Jahr 2013 fortgesetzt und begann am 18. April in der Weststadthalle in Essen. Weitere Stationen waren das Pier 2 in Bremen, für zwei Konzerte die Seidensticker Halle in Bielefeld, die Sparkassen-Arena in Kiel, die Dreiländerhalle in Passau, die Schwabenhalle in Augsburg, die Donau-Arena in Regensburg, die Olympiahalle in Innsbruck, und zwei Tage nacheinander das Ruhrstadion in Bochum. Im Sommer 2013 spielte die Gruppe in St. Gallen in der AFG Arena, in der Olympiahalle in München, im Heilbronner Frankenstadion, im Stadion am Hünting in Bocholt, im Kölner Rheinenergiestadion, im Willy-Sachs-Stadion in Schweinfurt, im IGA-Park in Rostock, auf der Trabrennbahn in Hamburg, im ISS Dome in Düsseldorf und in Bayreuth im Hans-Walter-Wild-Stadion.
Des Weiteren war die Band Die Toten Hosen im Rahmen ihrer Tour Gast bei den Veranstaltungen: Expo Plaza Open Air in Hannover, Ferropolis in Gräfenhainichen, Hessentag in Kassel, Festival in St. Wendel am Bostalsee, Moon&Stars-Festival in Locarno, Seenlandfestival in Hoyerswerda. Die Band gab eine zweieinhalbstündige Show beim Open Air auf dem Freiburger Messegelände vor 50.000 Menschen. Sie trat beim Gurtenfestival in Bern, beim Deichbrand-Festival in Cuxhaven, beim Frequency Festival in St. Pölten und während der Filmnächte am Elbufer in Dresden auf. Sie spielte beim Open Air im Neu-Ulmer Stadtteil Wiley vor 20.000 Menschen und vor 40.000 Menschen beim Festival am Weserufer in Minden. Sie spielte auf dem Mannheimer Maimarkt, beim SWR3 New Pop Festival in Baden-Baden und bei Rock am See in Konstanz. Am 9. August 2013 veranstaltete die Band gemeinsam mit der Berliner Gruppe Die Ärzte ein Festival auf dem Gelände des ehemaligen Flughafens Berlin-Tempelhof. Zum Abschluss der Konzertreise gab die Band zwei Konzerte am 11. und 12. Oktober 2013 in der ESPRIT arena in Düsseldorf vor jeweils circa 47.000 Menschen. Ein Zusammenschnitt der beiden Abschlusskonzerte wurde im November 2013 als Doppelalbum unter dem Namen Der Krach der Republik veröffentlicht und erschien im April 2014 als Musikfilm.

## Resonanz
Die Band Die Toten Hosen wurde bei der Echoverleihung 2013 am 21. März 2013 mehrfach bedacht. Sie erhielt den Preis als „beste Gruppe National Rock/Pop“, für Ballast der Republik als „Album des Jahres 2012“ und das Lied Tage wie diese als „Hit des Jahres 2012“. Zudem präsentierten sie bei einem gemeinsamen Auftritt mit Hannes Wader das Lied Heute hier, morgen dort.
Birgit Fuß vom Rolling Stone ist der Meinung, dass Die Toten Hosen lange nicht so zwingend geklungen hätten und auf Ballast der Republik „ihre Kräfte effizient bündeln“ wie ungefähr seit dem Album Auswärtsspiel nicht mehr. Zudem wären Die Toten Hosen „längst keine Dilettanten mehr“, das würde man an der „abwechslungsreicheren Instrumentierung“ hören.
Alexander Cordas bei laut.de beschrieb Ballast der Republik als „ein locker aus der Hüfte geschossenes Spätwerk“ der Band. Die Toten Hosen würden zwar „keinen Übersong mehr präsentieren“, hätten aber mit dem Album „ein überaus kurzweiliges Werk erschaffen, das ganz zwanglos klingt und so anmutet, als habe es die Band nicht sonderlich viele Seelenqualen gekostet.“
Andreas Schulz vom Onlinemagazin Musikreviews.de reiht sich bei den positiven Rezensionen ein und bezeichnet das Album als „den perfekten Spagat zwischen dem traditionellen Hosen-Punk und dem erwachseneren Hosen-Rock der letzten Jahre.“ Es biete „den unverkennbaren Hosen-Sound, das charakteristische Gitarrenspiel von Kuddel und Breiti und die immer wieder schön schwermütigen Melodien, die eine gewisse rheinische Melancholie verbreiten.“
Im Kulturteil der Zeitschrift Focus heißt es: „In ihrem 30. Jubiläumsjahr präsentiert sich die altgediente Gang vom Rhein mehr denn je alterweise und nicht wütend. Die Toten Hosen klagen auf Ballast der Republik nicht an, sie wollen nicht die Welt verbessern oder auf Teufel komm raus provozieren. Sie wollen einfach nur: unterhalten.“
Joachim Hiller vom Ox-Fanzine beurteilt hingegen Tage wie diese als „Mitgrölstampfer“ und kritisiert seine „anbiedernde Einfachheit“. Weiter schreibt er: „Bierzelt, humpahumpatäterä! Mehr Karneval und Stadion waren die Hosen nie, und nie unerträglicher.“

## Kommerzieller Erfolg

### Chartplatzierungen
Das Album erhielt durchweg gute Kritiken und erreichte auf Anhieb Platz eins der Charts in Deutschland, Platz eins in Österreich und die Spitze der Schweizer Hitparade.
| ChartsChartplatzierungen | Höchstplatzierung | Wochen |
| ------------------------ | ----------------- | ------ |
| Deutschland (GfK)        | 1 (91 Wo.)        | 91     |
| Österreich (Ö3)          | 1 (61 Wo.)        | 61     |
| Schweiz (IFPI)           | 1 (89 Wo.)        | 89     |

| ChartsJahrescharts (2012) | Platzierung |
| ------------------------- | ----------- |
| Deutschland (GfK)         | 1           |
| Österreich (Ö3)           | 5           |
| Schweiz (IFPI)            | 4           |

| ChartsJahrescharts (2013) | Platzierung |
| ------------------------- | ----------- |
| Deutschland (GfK)         | 19          |
| Österreich (Ö3)           | 58          |
| Schweiz (IFPI)            | 22          |

### Auszeichnungen für Musikverkäufe
Für mehr als 900.000 verkaufte Tonträger des Albums erhielt die Band in Deutschland neun goldene Schallplatten, je einmal Platin für mehr als 30.000 Stück in der Schweiz und mehr als 20.000 Stück in Österreich (Stand März 2019).
| Land/Region        | Auszeichnungen für Musikverkäufe (Land/Region, Auszeichnung, Verkäufe) | Verkäufe |
| ------------------ | ---------------------------------------------------------------------- | -------- |
| Deutschland (BVMI) | 9× Gold                                                                | 900.000  |
| Österreich (IFPI)  | Platin                                                                 | 30.000   |
| Schweiz (IFPI)     | Platin                                                                 | 20.000   |
| Insgesamt          | 1× Gold · 6× Platin ·                                                  | 950.000  |